# Printechinus
Genre
Printechinus est un genre d'oursins (échinodermes) de la famille des Temnopleuridae.

## Caractéristiques
Ce sont de petits oursins réguliers, de forme sphérique, avec la bouche située au centre de la face inférieure (« face orale ») et l'anus à l'opposé (face dite « aborale »), au sein de l'« appareil apical » situé au sommet de la coquille (appelée « test »).
Le test est petit, hémisphérique, avec une face orale aplatie. 
Le disque apical est dicyclique, avec les gonopores marginalisés. Les plaques génitales portent des tubercules formant un cercle autour du périprocte, subcirculaire et pourvu de plaques suranales. 
Les ambulacres mesurent la moitié de la largeur des interambulacres. Les plaques ambulacraires sont trigéminées. Les paires de pores sont unisériées, et ne forment pas de phyllodes oralement. Un tubercule primaire orne chaque plaque composée près de la zone à pores. 
La zone perradiale est plus ou moins nue. 
Les plaques interambulacraires sont assez grandes verticalement, et portent en leur centre un petit tubercule primaire et de petits tubercules miliaires, laissant cependant la zone interradiale presque nue adapicalement. 
Les tubercules primaires sont imperforés et distinctement crénulés. 
De petites fosses sont visibles aux sutures des triples jonctions, et le long des sutures horizontales ; elles sont plus larges juste en-dessous du tubercule primaire. 
Le péristome est petit, avec des encoches buccales très réduites ; la membrane péristomiale est nue, mis à part les 10 plaques buccales. 
Les radioles sont courtes et simples, et la lanterne d'Aristote camarodonte.
Ce genre est apparu au Pliocène et ne semble pas s'être répandu hors de la région indonésienne (jusqu'à l'Inde pour l'espèce-type).

## Taxonomie
Selon World Register of Marine Species (9 juillet 2014) :
- Printechinus impressus Koehler, 1927 -- Espèce-type (Mer d'Andaman)
- Printechinus javanus Lambert & Jeannet, 1935 † (Pliocène, Indonésie)
- Printechinus viridis Mortensen, 1942 (Sumatra)

Le symbole † indique un taxon éteint.

Printechinus impressus